# Macedonische parlementsverkiezingen 2011
De Macedonische parlementsverkiezingen in 2011 werden gehouden op 5 juni 2011.

## Achtergrond
De verkiezingen zouden oorspronkelijk halverwege 2012 plaatsvinden. De regeringscoalitie bestond uit de Democratische Partij voor Nationale Eenheid (VMRO-DMPNE) en de Democratische Unie voor Integratie (DUI) en had een tweederdemeerderheid in het parlement. Op 25 november had er echter een politie-inval plaats bij een televisiestation en drie dagbladen vanwege vermeende belastingfraude. De oppositie beweerde dat de regering de media wilde muilkorven. 
De Sociaal-Democratische Unie van Macedonië (SDSM), de grootste oppositiepartij, organiseerde op 5 december 2010 een grote demonstratie in Skopje waar zo'n vijftigduizend mensen op afkwamen. Er werd een onderzoek ingesteld, maar eind december werden 16 mensen aangeklaagd. Op 28 januari 2011 liep SDM uit protest weg uit het parlement. Deze stap werd gevolgd door drie kleinere oppositiepartijen. De regeringscoalitie weigerde nieuwe verkiezingen uit te schrijven, ook omdat zij gesteund werden door een groot deel van het publiek. Als gevolg van internationale druk kondigde premier Nikola Gruevski op 23 februari 2011 toch nieuwe verkiezingen aan. Na mislukte onderhandelingen tussen de regering en de oppositie gedurende de maand maart werd het parlement uiteindelijk op 14 april definitief ontbonden.
Bij de verkiezingen verloren beide regeringspartijen zetels, maar ze behielden hun meerderheid in het parlement. De regeringscoalitie kon daarom aan de macht blijven. SDSM steeg van 24 naar 42 zetels. De partijen Nieuwe Democratie en de Liberaal-Democratische Partij verloren al hun zetels en verdwenen uit het parlement.

## Uitslag
| Partij                                      | Stemmen   | %     | ±%     | zetels | verschil |
| ------------------------------------------- | --------- | ----- | ------ | ------ | -------- |
| Democratische Partij voor Nationale Eenheid | 438.138   | 38,98 | ▼ 9,80 | 56     | ▼ 7      |
| Sociaal-Democratische Unie van Macedonië    | 368.496   | 32,78 | ▲ 9,14 | 42     | ▲ 18     |
| Democratische Unie voor Integratie          | 115.092   | 10,24 | ▼ 2,58 | 15     | ▼ 3      |
| Democratische Partij van Albanezen          | 66.315    | 5,90  | ▲ 2,36 | 8      | ▲ 1      |
| Nationaal Democratische Opkomst             | 29.996    | 2,67  | ▲ 2,67 | 2      | ▲ 2      |
| Nieuwe Democratie*                          | 19.958    | 1,78  | ▲ 1,78 | 0      | ▼ 4      |
| Liberaal-Democratische Partij*              | 16.551    | 1,47  | ▲ 1,47 | 0      | ▼ 4      |
| Overigen                                    | 69.499    | 6,18  | ▲ 1,28 | 0      | 0        |
| Totaal                                      | 1.124.064 | 100%  |        | 123    | ▲ 3      |

* Deze partijen deden in 2008 mee als onderdeel van andere partijen.